# Heinrich Tønnies

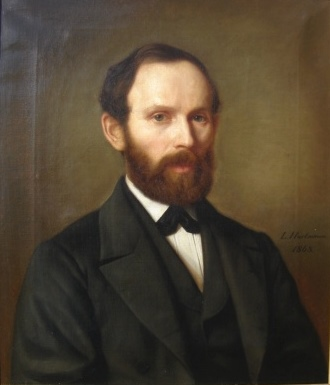
Oljemålning av Leopold Hartmann (1839–1897), 1868

Johan Georg Heinrich Ludwig Tønnies, ursprungligen Tönnies, född 10 maj 1825 i Grünenplan i Braunschweig i Tyskland, död 11 december 1903 i Ålborg i Danmark, var en tyskfödd dansk fotograf.
Heinrich Tønnies utbildade sig till glasmålare och -slipare och flyttade 1847 till Danmark som glasmålare. Han lärde sig daguerrotypi av C. Fritsche i Ålborg och Wilhelm Schrøder i Köpenhamn och etablerade sig 1856 som porträttfotograf i Ålborg, där han övertog Fritsches ateljé. Han skilde sig i sitt arbete från tidens sedvanliga visitkortsfotografi genom att hans porträtt var mer informella och visade de porträtterade i arbetskläder. 
Dessutom tog han många landskapsfotografier från trakten, bland annat uppförandet av den första järnvägsbron över Limfjorden 1874. Han efterlämnade 170 000 glasplåtar efter sin död. Firman Atelier H. Tønnies var verksam fram till 1974. Firmans arkiv, utrustning och ateljéinredning finns i Ålborgs lokalhistoriske Arkiv.
Han var gift med Friedericke Caroline Emma Müller.

## Bildgalleri

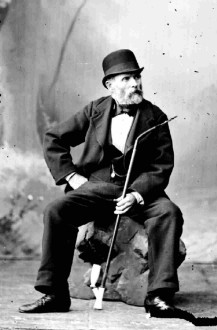
Självporträtt, före 1903
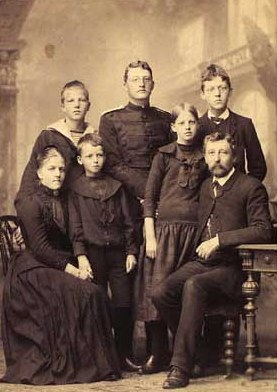
Prästen och numismatikern Sophus Bergsøe (1839–1896) med familj, 1885
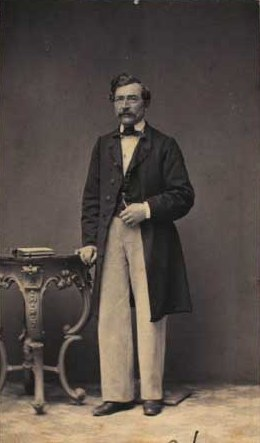
Den danske landskapsmålaren Niels Grønbek Rademacher (1812-1885), 1850- eller 1860-talet
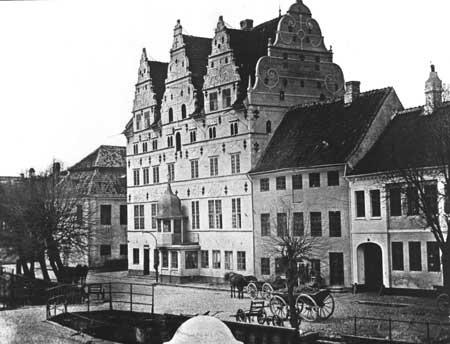
Jens Bangs Stenhus i Ålborg, omkring 1890